# اباکورت
اباکورت (به فرانسوی: Abaucourt) یک کامین در فرانسه با جمعیت ۲۹۴ نفر است که در Canton of Nomeny واقع شده‌است.